# Wavrechain-sous-Faulx
Wavrechain-sous-Faulx ist eine französische Gemeinde im Département Nord in der Region Hauts-de-France. Sie gehört zum Kanton Denain im Arrondissement Valenciennes.

## Lage
Die Gemeinde Wavrechain-sous-Faulx liegt in der historischen Grafschaft Hennegau, 13 Kilometer nördlich von Cambrai. Nahe Wavrechain-sous-Faulx zweigt der Canal de la Sensée von der kanalisierten Schelde ab. Die Gemeinde grenzt im Norden an Marquette-en-Ostrevant, im Osten an Bouchain, im Süden an Paillencourt und im Westen an Wasnes-au-Bac.

## Bevölkerungsentwicklung
| Jahr                       | 1962 | 1968 | 1975 | 1982 | 1990 | 1999 | 2006 | 2013 | 2021 |
| -------------------------- | ---- | ---- | ---- | ---- | ---- | ---- | ---- | ---- | ---- |
| Einwohner                  | 406  | 393  | 393  | 357  | 375  | 368  | 410  | 399  | 424  |
| Quellen: Cassini und INSEE |      |      |      |      |      |      |      |      |      |

## Sehenswürdigkeiten

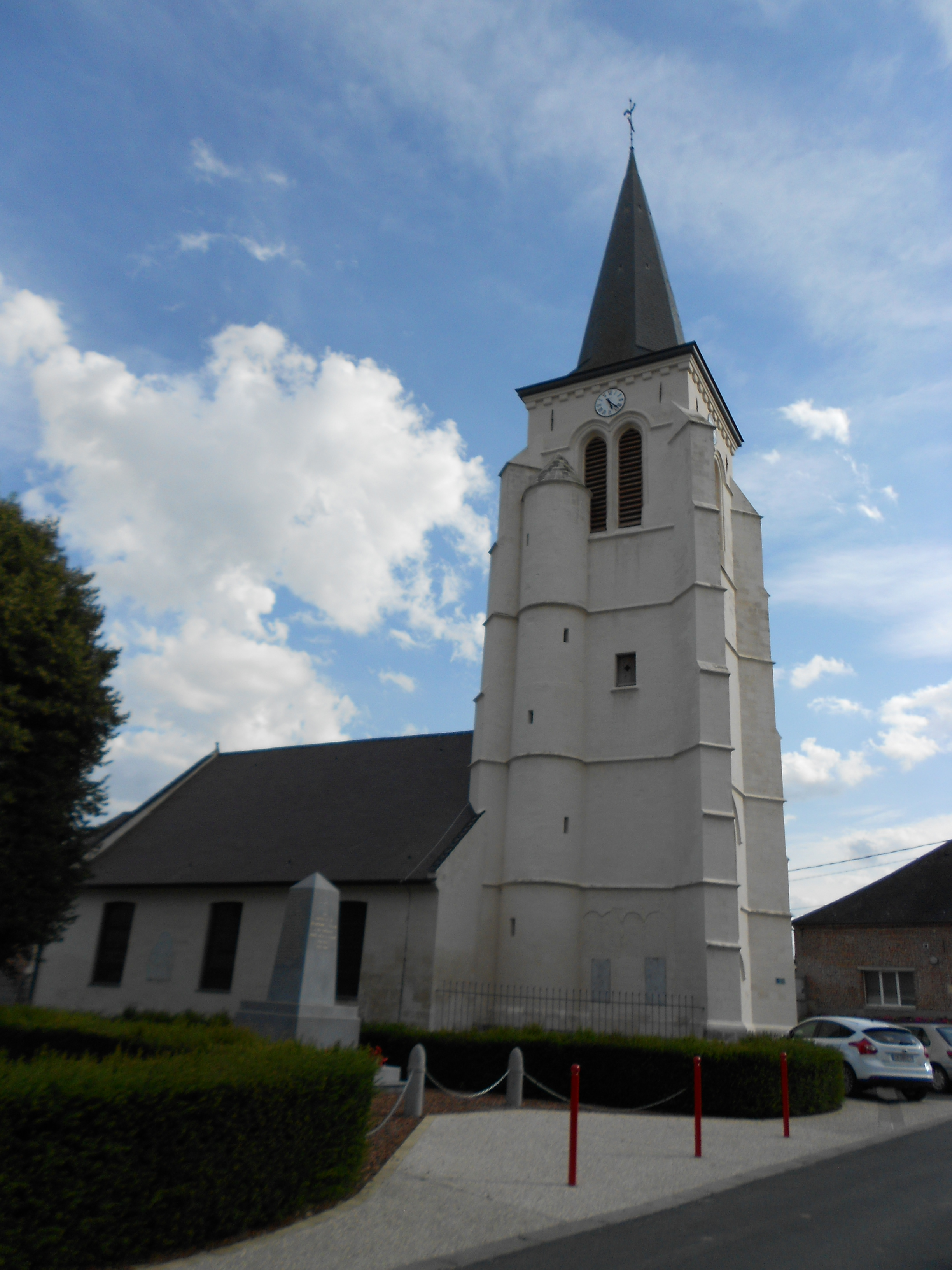
Kirche Saint-Léger
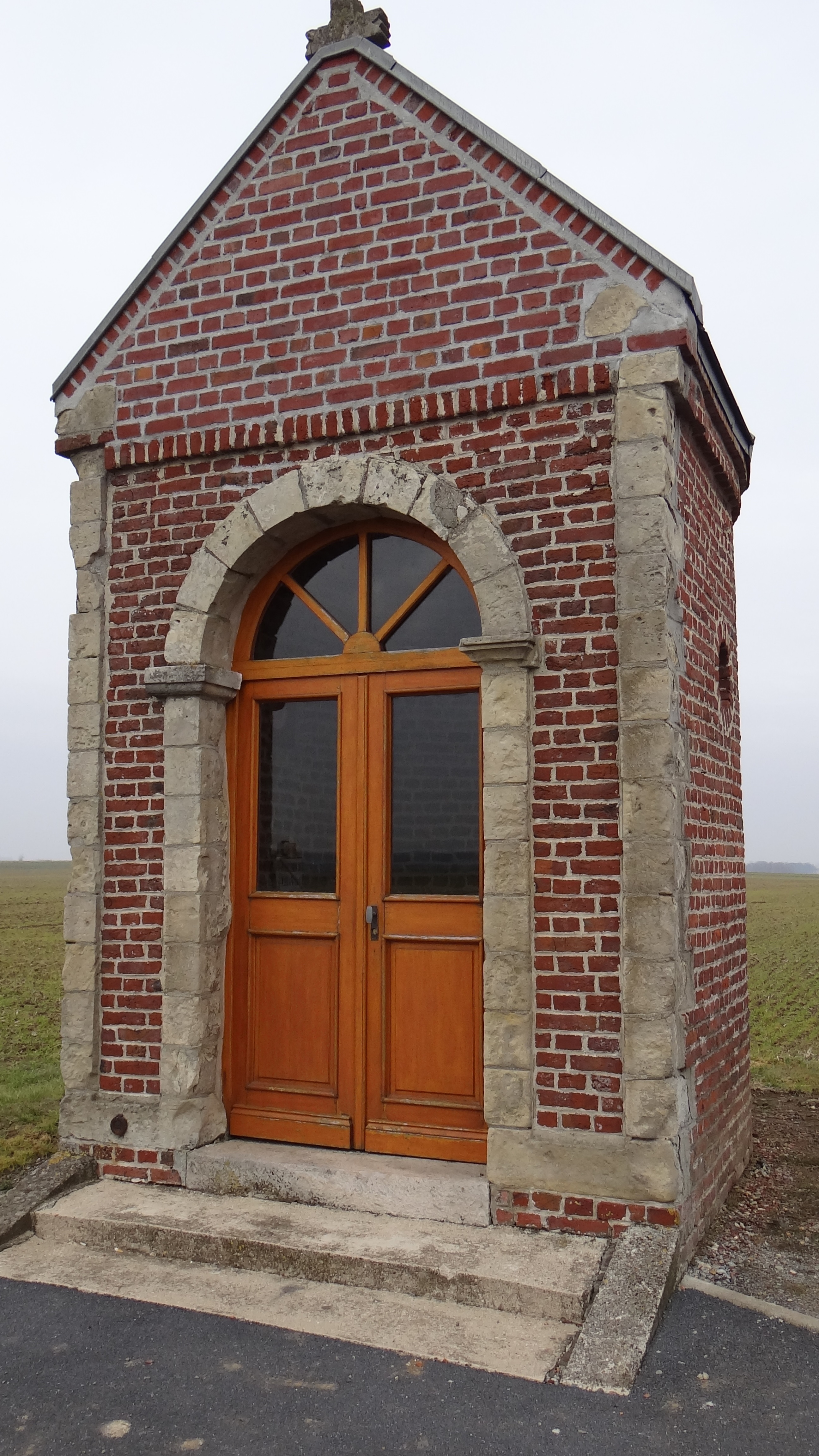
Kapelle Notre-Dame-du-Mont-Carmel
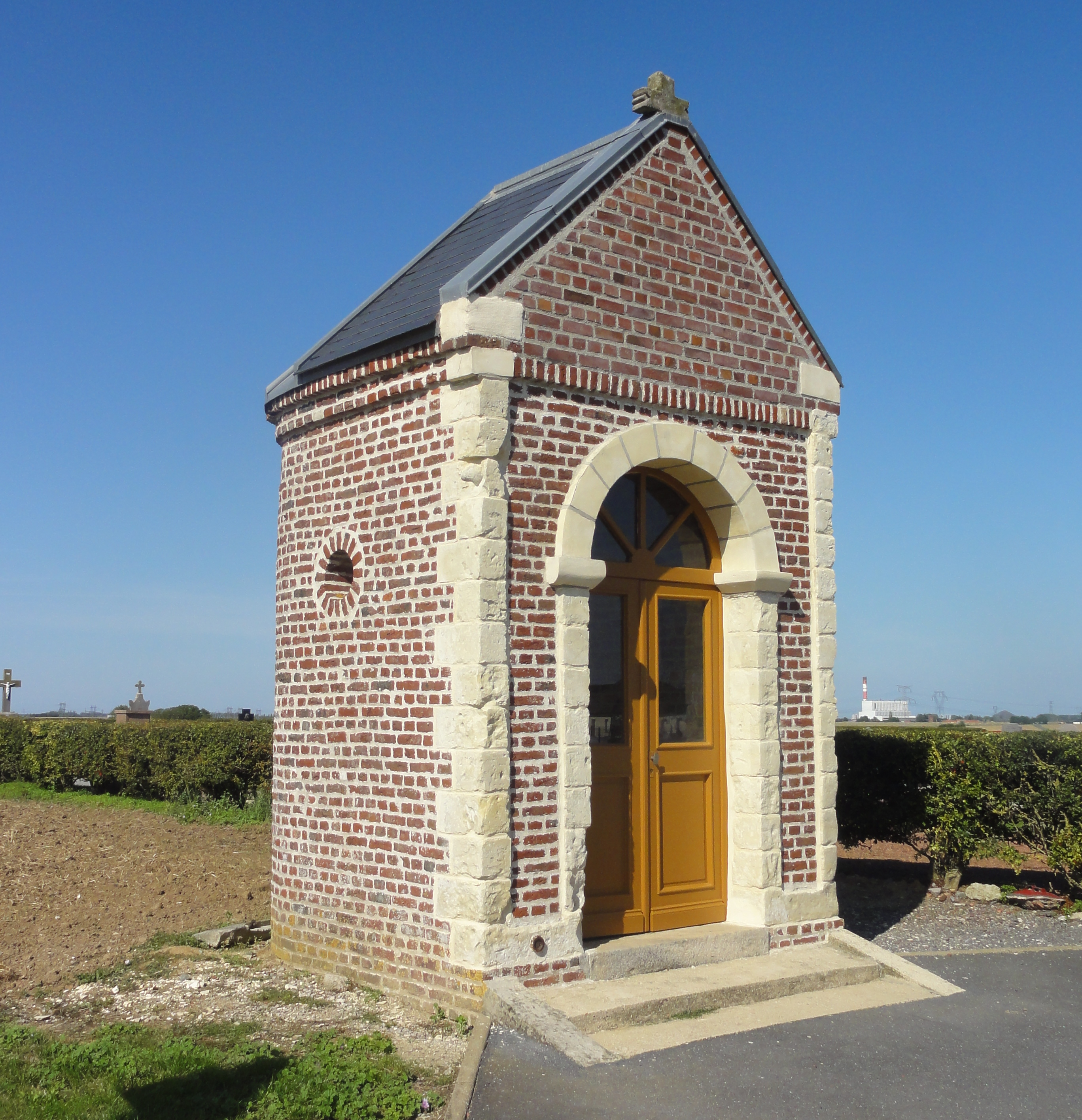
Kapelle Saint-Roch
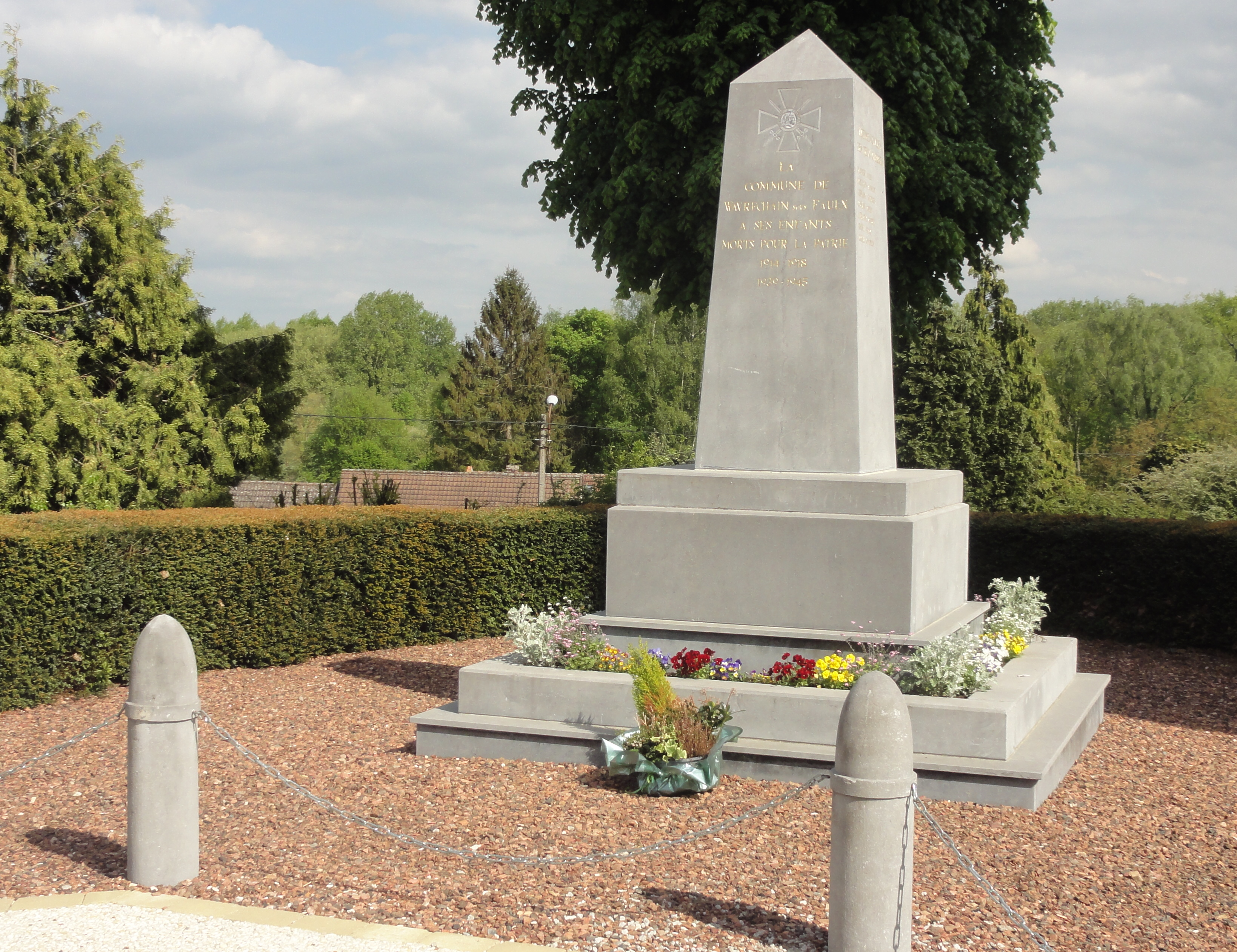
Gefallenendenkmal